# حدوالا گجران
حدوالا گجران (به انگلیسی: Hadwala Gujaran) یک منطقهٔ مسکونی در پاکستان است که در اسلام‌آباد واقع شده‌است. حدوالا گجران ۱٬۱۰۰ نفر جمعیت دارد و ۵۲۰ متر بالاتر از سطح دریا واقع شده‌است.